# Olympische Winterspiele 1968/Teilnehmer (Mongolei)
| Gelbes Symbol für Goldmedaillen mit stilisierten Olympischen Ringen | Graues Symbol für Silbermedaillen mit stilisierten Olympischen Ringen | Braundes Symbol für Bronzemedaillen mit stilisierten Olympischen Ringen |
| ------------------------------------------------------------------- | --------------------------------------------------------------------- | ----------------------------------------------------------------------- |
| —                                                                   | —                                                                     | —                                                                       |

Die Mongolei nahm an den X. Olympischen Winterspielen 1968 im französischen Grenoble mit einer Delegation von sieben Athleten in drei Disziplinen teil, allesamt Männer. Ein Medaillengewinn gelang keinem der Athleten.
Fahnenträger bei der Eröffnungsfeier war der Eisschnellläufer Luwsanscharawyn Tsend.

## Teilnehmer nach Sportarten

### Biathlon
- Bajandschawyn Damdindschaw
20 km Einzel: 38. Platz (1:30:30,7 h)

- Bidsjaagiin Daschgai
20 km Einzel: 52. Platz (1:34:55,8 h)

### Eisschnelllauf
Männer
- Luwsanlchagwyn Daschnjam
500 m: 38. Platz (43,0 s)
1500 m: 49. Platz (2:16,7 min)

- Büdschiin Dschalbaa
1500 m: 52. Platz (2:18,0 min)

- Luwsanscharawyn Tsend
5000 m: 36. Platz (8:15,8 min)

### Skilanglauf
Männer
- Gendgeegiin Batmönch
15 km: 52. Platz (54:21,3 min)
30 km: 56. Platz (1:51:39,1 h)

- Luwsan-Ajuuschiin Daschdemberel
15 km: 54. Platz (54:46,4 min)
30 km: 54. Platz (1:50:52,7 h)